# Kolga-Jaani

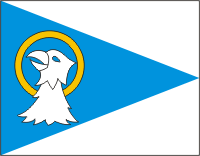
Emblème de Kolga-Jaani, avec l'aigle de saint Jean

Kolga-Jaani (jusqu'en 1919 Klein-Sankt-Johannis, ce qui signifie comme en estonien Petit-Saint-Jean) est un petit bourg (alevik) estonien de la région de Viljandi, au centre du pays, qui est le chef-lieu administratif de la commune de Kolga-Jaani.
Au 31 décembre 2011, il compte 393 habitants.

## Église
La paroisse a été fondée au XIVe siècle, et son église dédiée à saint Jean l'Évangéliste d'architecture gothique est particulièrement digne d'intérêt. Elle est rénovée et agrandie en 1742, et on y ajoute un haut clocher en 1875. Restaurée en 1903-1904, on y installe des vitraux remarquables.

## Domaines
Jusqu'à la loi de nationalisation de 1919, on trouvait à la paroisse (Kirchspiel) de Klein-St. Johannis un pastorat (domaine dépendant de la paroisse), celui de Klein St. Johannis, et des domaines seigneuriaux, dont Pajusby (aujourd'hui Paenasti), Soosaar (aujourd'hui Soosaare) et Woiseck (aujourd'hui Võiseku). Ce dernier, formé au XVIe siècle, appartenait avant 1919 à la famille von Bock.